# Паристрион
Паристрион (греч. Παρίστριον, болг. Паристрион; «за Истром»; в официальных документах — греч. Παραδούναβον/Παραδούναβις) — византийская фема, располагавшаяся на территории Добруджи. Была основана в X—XI веках и просуществовала до конца XII века. Столицей Паристриона являлся Доростол. В XI—XII веках территория Паристриона подвергалась нападениям печенегов и половцев.

## География
Паристрион располагался на южном берегу Дуная в исторической области Мёзия. Хотя византийские авторы используют термин «Паристрион» для описания всех земель вдоль Дуная, по мнению Пола Стефенсона, фема занимала территорию современной Добруджи.

## История
Неизвестна дата образования фемы, так, румынский историк Николай Бэнеску полагал, что Паристрион был создан сразу после окончания походов Святослава Игоревича в Болгарию, в то время  как другие учёные, например, Васил Златарский, определяли время появления фемы в середине XI века. Фема управлялась катепаном или дуксом, её столицей вероятно был Доростол. После победы над Святославом император Иоанн I Цимисхий назначил на должность стратега Иоаннополя (современный Велики-Преслав) Льва Саракенопулоса, который проводил работы по укреплению защитной системы Добруджи, например, восстановил ранее заброшенные древнеримские крепости.
В 986 году территория Паристриона была захвачена представителями будущей болгарской династии Комитопулов. В 1001 году Византийская империя отвоевала фему. При этом, согласно Бэнеску, Доростол не выходил из-под византийского контроля. С 1030-х годов Паристрион подвергался набегам печенегов, которым впоследствии было разрешено селиться на территории фемы на правах миксоварваров, которым предоставляли субсидии и право на торговлю. В начале 1070-х годов печенеги подняли восстание против византийской власти и были разбиты в битве при Левунионе в 1091 году. В XII веке фема подвергалась периодическим набегам половцев. К концу XII века Паристрион был упразднён.